# Баштина (ТВ филм)
Баштина је југословенски ТВ филм из 1969. године. Режирао га је Владимир Герић а сценарио је написан по делу Ги де Мопасана.

## Улоге
| Глумац         | Улога |
| -------------- | ----- |
| Зденка Анушић  |       |
| Мато Грковић   |       |
| Љубица Јовић   |       |
| Златко Мадунић |       |
| Гордан Пицуљан |       |
| Иво Рогуља     |       |